# Hirondelle de Ceylan
Espèce
Synonymes
- Hirundo hyperythra Blyth, 1849
(protonyme)

Statut de conservation UICN

 LC  : Préoccupation mineure
L'hirondelle de Ceylan (Cecropis hyperythra) est une espèce d'oiseaux de la famille des Hirundinidae, autrefois considérée comme sous-espèce de l'Hirondelle rousseline (C. daurica).

## Répartition
Cet oiseau est endémique du Sri Lanka.